# Hukkasaari (ö i Enare älv, Enare)
Hukkasaari, enaresamiska: Gumpesuolu, är en ö i Finland. Den ligger i Enare älv och i kommunen Enare  i den ekonomiska regionen Norra Lappland och landskapet Lappland, i den norra delen av landet, 1 000 km norr om huvudstaden Helsingfors. Öns area är 1 hektar och dess största längd är 160 meter i öst-västlig riktning.